# Natura 2000-område nr. 91 Kongeå
 Natura 2000-område nr. 91 Kongeå  består af habitatområdet H80, der er på 805 hektar og ligger langs Kongeåen fra syd for Vejen til Jedsted, vest for Gredstedbro hvor det støder til Natura 2000-område nr. 89 Vadehavet. Natura 2000-området er beliggende i Vejen- og Esbjerg Kommuner og er en del af Vandplan 1.10 Vadehavet.

## Beskrivelse
De centrale elementer i Natura 2000-området er selve vandløbet og de tilstødende eng- og moseområder. Kongeå udspringer ved Farris og løber ud i Vadehavet. Som hovedvandløb i et vidt forgrenet vandsystem er Kongeå en særdeles vigtig hovedkorridor. Især på nordsiden af åen er driften i dag ret intensiv, og de fleste engarealer er præget af omlægninger og gødskning.
Kongeå er et af de få store vandløb med udløb i Vadehavet. Der er gennemført flere projekter, der skal forbedre fiskenes vandremuligheder i kongeåsystemmet, bl.a. har man fjernet en spærring ved Nilsby dambrug og Gesten dambrug er nedlagt.
Spredt langs vandløbet er der - især på sydsiden af åen – registreret værdifulde rigkær, kildevæld og sure overdrev.

## Naturbeskyttelse
Arealer langs Kongeåen, 1.850 ha., blev fredet i 1980. det er Danmarks længste og smalleste fredning sikrede for 21 år siden denne historisk interessante ådal. Fredningen begynder sydøst for Vejen og den slutter i vest i Gredstedbro, en længde på 30 km. For det meste omfatter fredningen kun en få hundrede meter bred stribe på begge sider af åen. 

## Eksterne kilder og henvisninger
1. ↑  Vandplan 2010-2015, Vadehavet, Hovedvandopland 1.10 Arkiveret 14. november 2016 hos  Wayback Machine på svana.dk
2. ↑  Om fredningen  på fredninger.dk
3. ↑  Overfredningsnævnets afgørelse af 7. august 1980 mm

- Naturplanen Arkiveret 7. januar 2017 hos  Wayback Machine
- Basisanalysen 2016-21 Arkiveret 7. januar 2017 hos  Wayback Machine